# Pobřeží slonoviny na Letních olympijských hrách 2016
Pobřeží slonoviny se účastnilo Letní olympiády 2016.

## Medailisté
| Medaile | Jméno               | Sport     | Soutěž     |
| ------- | ------------------- | --------- | ---------- |
| Zlato   | Cheick Sallah Cisse | Taekwondo | Muži 80 kg |
| Bronz   | Ruth Gbagbiová      | Taekwondo | Ženy 67 kg |